# Lenguas jirajaranas
Las lenguas jirajaranas o jirajiranas son un grupo de lenguas extintas que se  solían hablar en la región occidental de Venezuela, específicamente en las regiones de Falcón y Lara. Se cree que todas las lenguas jirajaranas se extinguieron a principios del siglo XX.

## Clasificación
Las lenguas jirajara se considera un grupo de lenguas casi-aisladas. Adelaar y Muysken señalan que existen ciertas similitudes léxicas con las lenguas timote-cuica y similitudes tipológicas con las lenguas chibchas, pero la escasez de datos impide dar por válido cualquier parentesco. Jahn, entre otros, ha sugerido una relación entre las lenguas jirajaranas y las lenguas betoi, principalmente por la similitud de los etnónimos. Greenberg and Ruhlen clasifican a las lenguas jirajaranas como parte de una hipotética familia paezana, junto con las lenguas betoi, el idioma paez, las lenguas barbacoanas y otros.

### Lenguas de la familia
A partir de la documentación existente, se han identificado tres lenguas como claramente miembros de la familia jirajara:
- Jirajara, hablado en el estado de Falcón
- Ayomán, hablada en la aldea de Siquisique en el estado de Lara
- Gayón, hablada en el nacimiento del río Tocuyo en el estado de Lara

Loukotka incluye cuatro lenguas más en la familia para las que no existe documentación por lo que su adscripción a la familia es puramente especulativa:
- Coyone, hablado en el nacimiento del río Portuguesa en el estado de Portuguesa.
- Cuiba, hablado en la ciudad de Aricagua.
- Atatura, hablado entre los ríos Rocono y Tucupido.
- Aticari, hablado a lo largo del río Tocuyo.

## Descripción lingüística
A partir de la escasa documentación existente, se pueden reconstruir un número limitado de características tipológicas:
1. orden VO en oraciones transitivas
apasi mamán (Jirajara)
1ª.cortar 1ªPOS.mano
'Corto mi mano'
2. El sujeto precede al verbo
depamilia buratá (Ayomán)
la.familia es.buena
'La familia es buena'
3. El poseedor precede al objeto poseído
shpashiú yemún(Ayomán)
arco 3ªPOS.cuerda
'la cuerda del arco'
4. Los adjetivos siguen a los nombres que califican
pok diú (Jirajara)
montaña grande
'la montaña alta'
5. Los numerales preceden a los nombres que cuantifican
boque soó (Ayomán)
uno cigarrillo
'un cigarrillo'
6. Uso de postposicionesen lugar de preposiciones
angüi fru-ye (Jirajara)
1ª.ir Siquisique-a
'(yo) voy a Siquisique.'

### Comparación léxica
La siguiente lista ofrece algunos cognados en lenguas jirajararas:
| GLOSA     | Ayomán     | Gayón    | Jirajara |
| --------- | ---------- | -------- | -------- |
| fuego     | dug        | dut, idú | dueg     |
| pie       | a-sengán   | segué    | angán    |
| gallina   | degaró     | digaró   | degaró   |
| casa      | gagap      | hiyás    | gagap    |
| serpiente | huhí, jují | jují     | túb      |
| sol       | iñ         | yivat    | yuaú     |

Vocabulario comparativo del ayamán, jirajara, y gayón:
| Español    | Ayamán                              | Jirajara | Gayón              |
| ---------- | ----------------------------------- | -------- | ------------------ |
| tigre      | boosin, boosin, súggo, boshí shashá | bosin    | bosín, bosin-dut   |
| zorro      | mahari                              | moorí    | guajaren, guarjen  |
| marrano    | mohoins, mañó                       | moñe     | moí, moy           |
| araguato   | dug                                 | duj      | dut                |
| venado     | aguí, anguiye                       | agüí     | jagüio             |
| cachicamo  | doux                                | dok      | dot, dokt, dou     |
| guacharaca | adtogo, laóstogo                    | atogó    | guastogó, guastegó |
| pauji      | suhunhí                             | suí      | sinhío             |
| agua       | in                                  | ing      | him, güalli        |
| fuego      | du, dus                             | dueg     | dut                |
| cuchillo   | pisiú, pisiguí                      | pisiú    | sigüí              |
| totuma     | kururú                              | kururú   | basteá, kuao deop  |

## Vocabulario ayamán y gayón
Vocabulario ayamán y gayón por Oramas (1916):

### Sustantivos y verbos
| Español                                                                                          | Ayamán             | Gayón                      |
| ------------------------------------------------------------------------------------------------ | ------------------ | -------------------------- |
| lengua                                                                                           | aguiga             |                            |
| boca                                                                                             | aguipe             |                            |
| diente                                                                                           | aguingam, kinan    |                            |
| nariz                                                                                            | aguín              | kuín                       |
| ojo                                                                                              | akibaux            | kibót, iskanuo             |
| oreja                                                                                            | akkihuo            | higüiguán, hi-miguí        |
| cara                                                                                             | kí, bukí           |                            |
| cabeza                                                                                           | alagsi, agá, ipó   | istót                      |
| mano                                                                                             | aman, imán         |                            |
| pierna                                                                                           | asagan ipipo       | senan, ipispán             |
| rodilla                                                                                          | atoxse             |                            |
| pié                                                                                              | sangan, inuá       | segue, segué               |
| cuello                                                                                           | apaxiguo           |                            |
| nuca                                                                                             | tustús             |                            |
| pecho                                                                                            |                    | papré, yóguiviní           |
| vientre                                                                                          | apox, abagú        | ipó, pompo                 |
| cadera                                                                                           |                    | yasguigán                  |
| espalda                                                                                          | ayuuá              | premí, illot               |
| columna vertebral                                                                                | ayosisibo          |                            |
| pene                                                                                             |                    | yopid, yespiji             |
| vulva                                                                                            |                    | turibe                     |
| vagina                                                                                           |                    | turibusis                  |
| sangre                                                                                           |                    | hiskí, higuí               |
| carne                                                                                            |                    | himán, ilnían              |
| cerebro                                                                                          | ayaú, pé           |                            |
| agua                                                                                             | in                 | him, gualli                |
| quebrada                                                                                         |                    | kuak, kigua                |
| quebrada arriba                                                                                  | lapunia            |                            |
| fuego                                                                                            | du, dus            | dut                        |
| ascua o brasa                                                                                    | brassara           |                            |
| lluvia                                                                                           |                    | govi, ikás                 |
| sol                                                                                              |                    | yibát                      |
| luna                                                                                             |                    | yio                        |
| cerro (un)                                                                                       |                    | padeuyes                   |
| tierra                                                                                           |                    | dap                        |
| piedra                                                                                           |                    | yuao                       |
| sal (cloruro de sodio)                                                                           |                    | chas-chas, jag-jag         |
| casa                                                                                             | tegappa, aoshue    | hagas, hillás, hiyás       |
| rajas del leño de cardón (Cereus sp.) seco usadas para techumbre                                 | divive             | divive                     |
| conuco                                                                                           | ñan                | iñam                       |
| fibra del cocuy (Fourcroya sp.)                                                                  | dispopo            | dispopo                    |
| cabestro                                                                                         | tchikú             |                            |
| chinchorro                                                                                       | dakta, detá, detas |                            |
| tapara                                                                                           | ku                 |                            |
| totuma                                                                                           | kururú             | basteá, kuao-deop          |
| totuma (pequeña)                                                                                 |                    | kabobó, kibobó             |
| vasija de barro                                                                                  |                    | gualli                     |
| olla                                                                                             | piguó              |                            |
| tinaja                                                                                           | batá               |                            |
| cuchara                                                                                          | dupeguega          |                            |
| espátula de madera (paleta)                                                                      |                    | bastía, jurt               |
| pilón                                                                                            | moshetó-á          |                            |
| piedra para moler maíz                                                                           | dokgo, doos        |                            |
| hacha                                                                                            | kambrá             |                            |
| cuchillo                                                                                         | pissiú, pisiguí    | sigüí                      |
| machete                                                                                          | ashí-amá, maset    |                            |
| arco (de flecha)                                                                                 | hispasiú           | isppe, espévini            |
| cuerda del arco                                                                                  | tendal             |                            |
| flecha                                                                                           | pespes, espepeé    |                            |
| escopeta                                                                                         |                    | spo, espó, espoú           |
| verada de caña brava para la flecha                                                              | verara             |                            |
| cabo de madera donde va sujeto el hierro de la flecha                                            | duara              |                            |
| azada                                                                                            | aará, ashashá      |                            |
| sombrero                                                                                         | sastagá            | sastagá, sestegá           |
| camisa                                                                                           | bussaron           |                            |
| cotiza                                                                                           | senekoy            |                            |
| morral                                                                                           | abashí             |                            |
| peine                                                                                            | kuixiso            |                            |
| pintura hecha del mineral óxido férrico que emplean para pintarse la cara en los bailes de turas | barikí             |                            |
| flauta                                                                                           | tura               |                            |
| guitarra                                                                                         |                    | surún                      |
| maíz tostado                                                                                     |                    | espororó                   |
| pan                                                                                              | kuskaka            |                            |
| pelota de masa de maíz agrio                                                                     | jata               |                            |
| carato                                                                                           | kopo               |                            |
| bollo compuesto como hallaca                                                                     | tamare             |                            |
| hallaca de maíz tierno                                                                           |                    | disgupichí                 |
| rizoma de cocuy horneado                                                                         |                    | yugú, bebé, aguspaní       |
| aguardiente de cocuy                                                                             | lugu               | yugús                      |
| hombre                                                                                           | yus, yuza          | yus                        |
| padre                                                                                            |                    | iskín                      |
| madre (mi)                                                                                       |                    | iñom                       |
| muchacho                                                                                         | unu, unu-yo        | gogús, pagós               |
| hermano                                                                                          |                    | yolló                      |
| mujer                                                                                            | sempa              | sanha, susegáme            |
| muchacha                                                                                         |                    | pagás, kobás, pasppás      |
| anciano, na                                                                                      |                    | soí                        |
| dios                                                                                             | tañiñalle          | diós                       |
| diablo                                                                                           |                    | tegüé                      |
| obispo                                                                                           | bispus             |                            |
| sacerdote                                                                                        | padrí              |                            |
| hambre                                                                                           |                    | keyiví                     |
| dolor                                                                                            |                    | jok-jok                    |
| dolor de cabeza                                                                                  | alagsi-guipa       |                            |
| frío                                                                                             |                    | testés, testes tivini      |
| bueno                                                                                            |                    | askón, askonk, koin-pos-tí |
| dulce                                                                                            |                    | soró                       |
| sabroso                                                                                          |                    | yugus-pan                  |
| trabajador                                                                                       | kapakkai           |                            |
| peleador                                                                                         | namú-sesepie       |                            |
| muerto, ta                                                                                       |                    | avigüiyiví                 |
| el más viejo                                                                                     |                    | tapaú                      |
| sí señor                                                                                         | ahaná-potí         |                            |
| nó señor                                                                                         | ahum-potí          |                            |
| comer                                                                                            |                    | nambís, ñambisí            |
| beber                                                                                            |                    | manví, mambí               |
| dormir                                                                                           |                    | kingüé                     |
| defecar                                                                                          |                    | husuol-espistivili         |
| llevar                                                                                           | eyevea             |                            |
| sacar                                                                                            |                    | isporviní, ispórviri       |
| dispare                                                                                          |                    | ayulluviní, alluyuviní     |
| irse                                                                                             |                    | kinyiví, kinllivi          |
| dar muerte                                                                                       |                    | biguillivi                 |
| lo mató                                                                                          |                    | iviní                      |

### Animales
| Español                     | Nombre científico         | Ayamán                              | Gayón                                     |
| --------------------------- | ------------------------- | ----------------------------------- | ----------------------------------------- |
| mono                        |                           | dú, chuko                           |                                           |
| araguato                    | (Alouatta arctoidea)      | dug                                 | dut                                       |
| jaguar o tigre americano    | (Panthera onca)           | boosing, boosin-suggo, boshí-shashá | bosín, bosin-dut                          |
| puma o león de montaña      | (Puma concolor)           |                                     | bosin-sút, bosin-si-girut, araoro-bos-hin |
| cunaguaro                   | (Leopardus pardalis)      | araoró                              | auro, rauró                               |
| venado                      | (Odocoileus virginianus)  | aguí, anguiye                       | jaguio                                    |
| matacán                     | (Mazama americana)        | suelde                              |                                           |
| danta                       | (Tapirus terrestris)      | yallé                               |                                           |
| lapa                        | (Cuniculus paca)          | araguá                              |                                           |
| picure o acure              | (Dasyprocta leporina)     | akurí                               |                                           |
| conejo                      | (Sylvilagus floridanus)   | soux                                | sáp, sop                                  |
| ardilla                     | (Sciurus granatensis)     |                                     | buyeille                                  |
| ratón                       |                           | digupe                              |                                           |
| cachicamo                   | (Dasypus sp.)             | doux                                | dot, dok                                  |
| oso palmero                 | (Myrmecophaga tridactyla) | boois                               |                                           |
| báquiro de collar           | (Dicotyles tajacu)        | moñdu, mondus                       |                                           |
| zorro                       | (Cerdocyon thous)         | maharí                              | guarjen, guajaren                         |
| mapurite                    | (Conepatus semistriatus)  | ahareu                              |                                           |
| oso melero o guarije        | (Tamandua tetradactyla)   | arijí                               |                                           |
| rabipelado                  | (Didelphis marsupialis)   | arrabe-ehetao                       |                                           |
| marrano                     |                           | maño, mohoins                       | moy, moí                                  |
| perro                       |                           | perú, peerú                         | aurí                                      |
| vaca                        |                           | pakáse                              | jajás-kut, paká                           |
| ganado                      |                           |                                     | jajá-kut                                  |
| caballo                     |                           | kaballus, kanballus                 |                                           |
| asno                        |                           | buruhú                              | buró                                      |
| mulo                        |                           | mura, murá                          |                                           |
| cabra                       |                           | kambrú                              | kabron                                    |
| oveja                       |                           |                                     | kintón, guiguián                          |
| morrocoy                    | (Chelonoidis carbonaria)  | añamurí, namurí, sakokoche          |                                           |
| iguana                      | (Iguana iguana)           | jax                                 |                                           |
| cotejo                      | (Ameiva sp.)              | eyapiá                              | kinzuzú                                   |
| culebra                     |                           | jusjí                               | jují                                      |
| culebra cascabel            | (Crotalus durissus)       | jusjí-tañá, jují-tanña              |                                           |
| culebra tigra cazadora      | (Spilotes pullatus)       | jusjí-bosin, jují-bushí             |                                           |
| culebra mapanare            | (Bothrops sp.)            | jusjí-morixes                       |                                           |
| culebra tragavenado         | (Boa constrictor)         | jusji-okuruguá                      |                                           |
| culebra terciopelo          | (Bothrops sp.)            | jusjí tersese                       |                                           |
| pava                        | (Penelope sp.)            | jokgo                               |                                           |
| guacharaca                  | (Ortalis ruficauda)       | adtogo, laóstogo                    | guastogó                                  |
| paují de copete             | (Crax daubentoni)         | suhunhí                             | sinhío                                    |
| gallo                       |                           | digaró                              |                                           |
| gallina                     |                           | digaró                              | digaró                                    |
| zamuro                      | (Coragyps atratus)        | samor                               | mosken                                    |
| oripopo o cataneja          | (Cathartes aura)          | yakrá                               | sakrá, yakrá                              |
| rey zamuro                  | (Sarcoramphus papa)       | ñuhumontay                          |                                           |
| gavilán                     | (Accipitridae)            | tuhúes, ebisluye                    |                                           |
| loro                        | (Psittacidae)             | arasig, korá                        |                                           |
| paloma turca                | (Leptotila verreauxi)     | tojós                               | el-bú                                     |
| paraulata llanera           | (Mimus gilvus)            | kokrí, koerí                        | el-pí, chuehuba                           |
| pichón de paraulata         |                           |                                     | chuchumeka                                |
| turpial                     | (Icterus icterus)         |                                     | roró                                      |
| gonzalito                   | (Icterus nigrogularis)    |                                     | ilsken                                    |
| pájaro                      | (¿variedad?)              | chiskua                             | chiskua                                   |
| pájaro                      | (¿variedad?)              | tururukú                            | tururukú                                  |
| carpintero                  | (Picidae)                 |                                     | terjur                                    |
| bachaco u hormiga cortadora |                           | sakó                                |                                           |

### Plantas
| Español                | Nombre científico                       | Ayamán                  | Gayón                 |
| ---------------------- | --------------------------------------- | ----------------------- | --------------------- |
| maíz                   | (Zea mays)                              | dos, dox, pigüio, oishi | dos, dosivót          |
| maíz tierno            |                                         |                         | kiboú                 |
| maíz podrido           |                                         | purkate                 |                       |
| plátano                | (Musa paradisiaca)                      | paratán                 |                       |
| chara                  | (fruta como castaña que se come cocida) | sará                    |                       |
| yuca                   | (Manihot sp.)                           | autugá, taon            | tonhónb               |
| ocumo                  | (Colocasia esculenta)                   | kumus                   |                       |
| guaje                  |                                         | suitá                   |                       |
| guate                  | (Musacea, sp.? La raíz es comestible.)  | kuaharó, guaharó        |                       |
| batata                 | (Batatas edulis)                        | bí                      | bit                   |
| cesiva o acesiva       | (Zamia muricata)                        | cesiba                  |                       |
| apio                   | (Arracacha esculenta)                   | arikasi                 |                       |
| auyama                 | (Cucurbita pepo)                        | yax                     |                       |
| caraota                | (Phaseolus sp.)                         | kunún, suhuin, jótaga   | kou-noñ, eskonún      |
| chivata                | (Phaseolus sp.)                         | serarías                |                       |
| quinchoncho            | (Cajanus indicus)                       | biruís                  |                       |
| café                   |                                         | kappe                   |                       |
| tabaco                 | (Nicotiana tabacum)                     | sohó                    |                       |
| lechoza                | (Carica papaya)                         | araká, aoraká           |                       |
| mamón                  | (Melicocca bijuga)                      | supóho                  |                       |
| naranja                | (Citrus aurantium)                      | maranza                 |                       |
| vera                   | (Zygophillum arboreum)                  | kuxkute                 |                       |
| marfil                 | (Rutácea)                               | suité                   |                       |
| cedro                  | (Cedrela odorata)                       | sehedrú                 |                       |
| almacigo               | (Bursera gummifera)                     | augguís                 |                       |
| jabillo                | (Hura crepitans)                        | groste                  |                       |
| túatúa                 | (Jatropha gossypifolia)                 | sibidigua               |                       |
| sibucara               | (Bombax sp.)                            | sipuhá                  |                       |
| dato, fruto del cardón | (Cereus sp.)                            | ispó                    |                       |
| guasábara              | (Opuntia spinossima)                    | guasábara o guasábana   | guasábara o guasábana |
| cocuy                  | (Agave americana)                       | yuupa, yuguspá          |                       |
| cocuiza                | (Furcroya sp.)                          | yuguó                   |                       |

### Frases
| Español | Ayamán                | Gayón                                                                                 |
| --- | --------------------- | ------------------------------------------------------------------------------------- |
| Pase adelante | bastagápo, batoyigapa |                                                                                       |
| Qué quieres, qué se te ofrece | aña-moñe, aña-muñé    |                                                                                       |
| ¿Cómo está usted? | gueux kanguénico      | arustá                                                                                |
| Sin novedad |                       | kontigui                                                                              |
| Para servir a usted | texllé konti gui po   |                                                                                       |
| Está bueno | pasi                  |                                                                                       |
| La familia está bien | depamilia buratá      |                                                                                       |
| Está mejor | baratá                |                                                                                       |
| Están mejor | burataxtá             |                                                                                       |
| Está dormido |                       | konguín                                                                               |
| Fue para el pueblo | kígñini tererye       |                                                                                       |
| Se fue a sembrar maíz |                       | yo vin guerma                                                                         |
| Siéntate | batatá, batestá       |                                                                                       |
| ¿De dónde vienes? | depuporimí            |                                                                                       |
| Vengo de casa | pupotegappa           |                                                                                       |
| Venga a comer | busñaime              |                                                                                       |
| Venga a comer pan | kuseñame kuskaka      |                                                                                       |
| Vayamos a comer |                       | añambé                                                                                |
| Está desabrido |                       | está momo                                                                             |
| Nos vamos |                       | kinyivi                                                                               |
| Voy a bañarme | ajójí elinlle         |                                                                                       |
| Voy al agua (manantial) | anguí inlle           |                                                                                       |
| Voy para el conuco | angüí ñangué          |                                                                                       |
| Tengo sed |                       | aguinón                                                                               |
| Tome agua | babain                |                                                                                       |
| No he tomado cocuy | ano bigüí yu upa      |                                                                                       |
| Qué agrio, qué fuerte (fermentado) | abobobusuaine         |                                                                                       |
| Dame fuego (para encender tabaco) | bakasimí jó dúj       |                                                                                       |
| Dele fuego (para encender tabaco) | vaspeí                |                                                                                       |
| Ved el animal que está peleando | bakú animal sesepíe   |                                                                                       |
| Come excremento (insulto) | mañá makú             |                                                                                       |
| Vamos a fornicar |                       | si mojó turibé papiguisa                                                              |
| Ven acá, siéntate ahí. ¿Tienes dinero? ¿Quién ha visto un joven como usted, que no tenga dinero, por sinvergüenza y haragán, y si encuentra una muchacha cómo hace para tratarla? |                       | Vajó menkotapor keríarevé. Aú keriaraun y ke keriarau daskuska. Saha gusum emiasppié. |

## Vocabulario jirajara
Vocabulario jirajara colectado por el General Don Juan Tomás Pérez en Siquisique, estado de Lara (antigua provincia de Barquisimeto):
| Español                          | Jirajara                       |
| -------------------------------- | ------------------------------ |
| Buenos días                      | Güe ub                         |
| Para servirle                    | Tejeyeb                        |
| ¿Cómo está la familia?           | ¿De famili buratá?             |
| Alentada                         | Ijuraté                        |
| ¿Cómo está la cosecha?           | ¿De kosech güen gun gui?       |
| Buena                            | Koñi                           |
| No hay plaga                     | Haó                            |
| Voy al pueblo                    | Angüi tereya                   |
| Voy a la ciudad                  | Angüi siudaye                  |
| Voy a Siquisique                 | Angüi fruye                    |
| Estoy enfermo                    | Ausín ú                        |
| Me duele la cabeza               | Aktegui sigüigauni             |
| Me duele un pie                  | Augau sigüigauni               |
| Me duele el estómago             | Ayú sigüigauní                 |
| Tengo el estómago dolorido       | Ayú susupui                    |
| Voy a comer                      | Tañuoy                         |
| Tengo hambre                     | Gekyeú                         |
| Cerro muy grande                 | Pok diú                        |
| Me corté la mano                 | Apasimamán                     |
| médico                           | gasga                          |
| No se va hasta que no me aliente | Noquiniyé taujaranili          |
| Se alentó                        | Ijuratini                      |
| muerte                           | kusine                         |
| viento                           | titate                         |
| Está enfermo                     | Yusimá                         |
| Está aquí el médico              | Guetini                        |
| ¿Lo tiro?                        | ¿Espaine?                      |
| baile de tura                    | esterkuye                      |
| ordeñador                        | espigüé                        |
| taita (padre)                    | eteté                          |
| Vamos a la fiesta                | Unugüé piestayé                |
| ¿Qué tal te fue de fiesta?       | ¿Gungun güé buporamuyé?        |
| Me dieron calenturas             | Atutu güeine                   |
| Lloviendo mucho                  | Kost goima                     |
| Mucho frío                       | Tatadmú                        |
| Mi hijo llora de hambre          | Eunú ayayí queyaumú            |
| Está pariendo mi mujer           | Esoi punguingue                |
| Ya parió                         | Panganguiní                    |
| ¿De dónde viene?                 | ¿Yebuporimí?                   |
| Vengo del conuco                 | Aparimí ñianye                 |
| Mi maíz se está quemando         | Bekibogo dos gungugüei tuquini |
| barba                            | ustenagüé                      |
| caballo bueno                    | kabeyu koñi                    |
| tigre                            | bosin                          |
| zorro                            | moorí                          |
| araguato                         | duj                            |
| venado                           | agüí                           |
| lapa                             | araguá                         |
| picure                           | akurí                          |
| cachicamo                        | dok                            |
| paují de copete                  | suí                            |
| pavo                             | tog                            |
| chácharo                         | mondúj                         |
| puma o león                      | bosin sug                      |
| danta                            | yoyé                           |
| perro                            | perú                           |
| gallina                          | degaró                         |
| gallo                            | digueró                        |
| mapurite                         | arok                           |
| morrocoy                         | ñamurí                         |
| gato                             | mis                            |
| gato cerval                      | yu                             |
| pereza                           | takumará                       |
| guaca                            | idok                           |
| guacharaca                       | atogó                          |
| gavilán                          | güé                            |
| marrano                          | moñé                           |
| ciempiés                         | siyop                          |
| culebra mapanare                 | tub bo sin                     |
| culebra tigre o tigra cazadora   | tub mon                        |
| culebra cascabel                 | tub taumá                      |
| fuego                            | dueg                           |
| agua                             | ing                            |
| quebrada                         | sat                            |
| chinchorro                       | dotak                          |
| totuma                           | kururú                         |
| tapara                           | kub                            |
| baile                            | prarará                        |
| cielo                            | ingüet                         |
| sol                              | yuaú                           |
| trueno                           | truruoní                       |
| relámpago                        | sekuui                         |
| lunes                            | yí                             |
| sal                              | tumané                         |
| leña                             | sisp                           |
| auyama                           | jos                            |
| yuca                             | jogon                          |
| plátano                          | pratan                         |
| carne                            | chuú                           |
| pescado                          | baú                            |
| olla                             | pigró                          |
| batea                            | batá                           |
| leche                            | lesí                           |
| mazamorra                        | digueyé                        |
| carato                           | suí                            |
| casamiento                       | kasagüé                        |
| flecha                           | ispepé                         |
| cuchillo                         | pisiú                          |
| machete                          | masep                          |
| escardilla                       | asará                          |
| hacha                            | kamará                         |
| cuchara                          | dipigué                        |
| mañoso                           | ijurá                          |
| Voy allá                         | Numagüé                        |
| cocuy horneado                   | yugú                           |
| tierras                          | güedap                         |
| Súplica                          | Upiyué                         |
| ¡Adiós!                          | ¡No job!                       |
| ¿Quieres casarte conmigo?        | ¿Bak kasimigo turibe?          |
| Sí quiero                        | Aaia                           |
| No quiero                        | Ao                             |

## Vocabulario ayamán
Vocabulario ayamán colectado por R. Freitez Pineda en Parupano:
| Español          | Ayamán               |
| ---------------- | -------------------- |
| barba            | ayopugús; ustenagué  |
| intestino        | apoó                 |
| estómago         | ayú                  |
| pierna           | hizganipipán         |
| rodilla          | ataschán             |
| brazo            | apapuchán            |
| espinazo         | ayoguicíu            |
| cara             | pú                   |
| boca             | aguspo siquegá       |
| dedo             | aquo siquegá         |
| mano             | amant                |
| pie              | acenhán              |
| muslo            | ajajan (gutural)     |
| nariz            | aquingáns            |
| escroto          | aquiguegán           |
| oreja            | ateeg siguegá        |
| pecho            | nabaení              |
| uña              | aguigucé (gutural)   |
| pecho; mama      | inhunhán             |
| pene             | apig                 |
| vulva            | bagusimijo           |
| ojo              | auñan (gutural)      |
| pereza           | takumará             |
| culebra cascabel | tub taumá; ugi tomñá |
| pez              | baú                  |
| tigre            | bosin                |
| culebra tigra    | tub mon              |
| venado           | agüi; aquid          |
| mono             | chue                 |
| puerco de monte  | mondúj; monduó       |
| oso hormiguero   | arijí                |
| puerco doméstico | monduó; doguo; moñé  |
| cachicamo        | dok; dou             |
| danta            | yoyé; delerllí       |
| oso              | behoy                |
| zamuro           | chamor               |
| caballo bueno    | kabeyu koñí          |
| zorro            | moorí                |
| araguato         | duj                  |
| lapa             | araguá               |
| picure           | akuri                |
| paují            | sui                  |
| pavo             | tog                  |
| león             | bosin sug            |
| perro            | perú                 |
| gallina          | degaró               |
| gallo            | digueró              |
| gato cerval      | yu                   |
| gato             | mis                  |
| morrocoy         | ñamuri               |
| mapurite         | arok                 |
| guaca            | ydok                 |
| guacharaca       | atogo                |
| gavilán          | güé                  |
| ciempiés         | siyop                |
| culebra mapanare | tub bosin; ugi bosin |
| uno              | boqué                |
| dos              | ahuyud               |
| tres             | maganá               |
| cuatro           | vayád                |
| cinco            | mambloqué            |
| día              | inquet               |
| mañana           | simunije             |
| invierno         | cat                  |
| candela; fuego   | due; dueg            |
| luna             | yi-i                 |
| sol              | yuaú                 |
| viento           | titate               |
| agua             | ing                  |
| quebrada         | sat                  |
| tapara           | kule                 |
| cielo            | ingüet               |
| trueno           | truruoní             |
| relámpago        | sekuui               |
| baile            | prarará              |
| lunes            | yí                   |
| sal              | tumané               |
| leña             | sisp                 |
| auyama           | jos                  |
| yuca             | togón; tenhón        |
| plátano          | pratán               |
| carne            | chuú                 |
| olla             | pigró                |
| batea            | batá                 |
| leche            | lesi                 |
| mazamorra        | digueyé              |
| carato           | suí                  |
| casamiento       | kasagüe              |
| flecha           | yspepeé              |
| cuchillo         | pisiú                |
| machete          | masep                |
| escardilla       | asará                |
| hacha            | kamará; kamrá        |
| cuchara          | dipigue              |
| mañoso           | yjurá                |
| cocuy horneado   | yugú                 |
| tierras          | güedap               |
| súplica          | upiyué               |
| ¡adiós!          | ¡no job!             |
| maíz             | dox                  |
| tabaco           | soo                  |
| algodón          | tupácpú              |
| pira             | quecnon-perdigné     |
| viejo            | sum                  |
| vieja            | soy                  |
| casa             | gagap                |
| arco             | peusiú               |
| chinchorro       | detá                 |
| cabestro         | sicú                 |
| nada             | neu                  |
| hombre ebrio     | yllil-gusellí        |
| gente            | yllit                |
| hombres          | yllisisó             |
| mujeres          | siepuc               |
| río grande       | entien nún           |
| padre            | téte; eteté          |
| madre            | manvá                |
| muchacho         | pagog                |
| cosecha          | quiboc               |
| conuco           | añaro                |
| almud            | boge                 |
| jóvenes          | pagogús              |
| piedra           | dox                  |
| mi tío           | etiu                 |
| hacer            | nó                   |
| vestir           | arestiapó            |
| sed              | nabaení              |
| orinar           | a pig apuepú         |
| cogió            | juginí               |
| comer            | ñan                  |
| tengo            | nabucuy              |
| voy allá         | numagüe              |
| ordeñador        | espigué              |
| médico           | gasga                |